# 沈彭年
參數所指定的目標頁面不存在，建議更正成存在頁面或直接建立下列一個頁面（建立前請先搜尋是否有合適的存在頁面可以取代）：
- 沈彭年 (曲艺理论家)

沈彭年（1877年—1929年），字商耆，男，江苏青浦（今属上海市）人，中华民国政治人物、作曲家。

## 生平
沈彭年曾任北洋政府教育部佥事、社会教育司司长、江苏省教育厅厅长。
他是中华民国第一首国歌拟稿的曲作者。南京临时政府教育部公开征求国歌后，1912年2月，中华民国临时政府公报上刊出一首题为《五旗共和歌》的国歌拟稿，由沈恩孚作词，沈彭年譜曲。

## 著作
- 沈彭年 编辑，音乐教科书·乐理概论（中学及师范用），中国图书公司，1903年
- 沈彭年 编，小学教育法令大全，上海：商务印书馆，1919年